# Sizilianische Mauereidechse
Die Sizilianische Mauereidechse (Podarcis waglerianus) ist eine Echsenart aus der Gattung der Mauereidechsen, die auf Sizilien (mit Ausnahme des Nordostens), auf den Liparischen und auf den Ägadischen Inseln endemisch ist.

## Merkmale
Die Sizilianische Mauereidechse erreicht eine Gesamtlänge von 22 bis 25 Zentimeter. Davon erreicht ihr Körper bis zu 7,5 Zentimeter und ihr Schwanz etwa die doppelte Länge. Die Weibchen sind etwas kleiner.
Ihr Rücken ist meist grün oder bei den Weibchen olivbraun mit einem hellen Rückenseitenstreifen und ein bis drei schwarzen Fleckenreihen. Die Flanken besitzen schwarze und einige blaue Flecken, wobei allerdings auch Individuen ohne Zeichnung bekannt sind. Der Bauch ist heller bis weißlich, bei den Männchen orangerot, und die Kehle ist schwarz gefleckt.

## Lebensraum
Man findet sie nur auf Sizilien (mit Ausnahme des Nordostens), auf den Liparischen und den Ägadischen Inseln, wobei auf letzteren die Unterart P. w. marettimensis beschrieben wurde. Sie leben im Flach- und Bergland bis etwa 1600 Meter Höhe, nach anderen Quellen nur bis 1200 Meter, vor allem in trockenen und spärlich bewachsenen Flächen und sind auch in Städten anzutreffen.
Im Gegensatz zur Ruineneidechse (Podcaris sicula) lebt die Sizilianische Mauereidechse eher auf dem Boden und klettert nicht oft auf Wände und steinige Böschungen. Während letztere im Landesinneren Siziliens die häufiger anzutreffende Art ist, ist die Ruineneidechse an der Küste verbreiteter.

## Lebensweise
Die Eidechsen sind tagaktiv und leben fast ausschließlich auf dem Boden. Sie legen in der Regel 4 bis 6 Eier. Diese sind circa 11–13 mm × 7–9 mm groß. Die Jungtiere schlüpfen nach ungefähr acht Wochen bei einer Gesamtlänge von 5,5 bis 6 cm.